# Manfred Winkelhock
Manfred Winkelhock (ur. 6 października 1951 w Waiblingen, zm. 12 sierpnia 1985 w Toronto) – był niemieckim kierowcą wyścigowym.

## Kariera
Zaczynał jako mechanik samochodowy, pierwszy sukces w karierze zanotował w 1976, zwyciężając w Pucharze Juniorów za kierownicą Volkswagena Scirocco GT. Po tym triumfie wszedł w skład zespołu fabrycznego BMW w mistrzostwach Formuły 2. Jego partnerami w zespole byli wówczas Eddie Cheever oraz Marc Surer. Cała trójka trafiła wkrótce do Formuły 1.
Pierwszą szansę w F1 otrzymał podczas Grand Prix Włoch 1980, zastępując w zespole Arrowsa kontuzjowanego Jochena Massa, jednak nie zakwalifikował się do wyścigu.
W 1982 roku, dzięki rekomendacji BMW, został kierowcą zespołu ATS (używającego silników bawarskiego koncernu). W drugim wyścigu sezonu, Grand Prix Brazylii na torze Jacarepagua, po dyskwalifikacji Keke Rosberga i Nelsona Piqueta zajął piąte miejsce. Zdobyte w ten sposób dwa punkty były jedynymi w karierze F1 Winkelhocka.
Był kierowcą ATS do końca 1984 roku. W ostatnim wyścigu tego sezonu, Grand Prix Portugalii, zastąpił Teo Fabi w ekipie Brabhama, gdyż Włoch wrócił do rodzinnego kraju na pogrzeb ojca.
W 1985 roku Winkelhock przeszedł do zespołu RAM. Jednocześnie, wraz z Markiem Surerem, występował w Mistrzostwach Świata Prototypów w barwach Porsche. Podczas wyścigu tej właśnie serii, Budweiser 1000 Km, na torze Mosport Park, położonym na obrzeżach Toronto, Winkelhock uderzył czołowo w ścianę na zakręcie numer dwa, doznając rozległych obrażeń głowy. Zmarł następnego dnia w szpitalu, nie odzyskując przytomności.
Łącznie w swojej karierze F1 wystąpił w 48 wyścigach. W 1982 roku zajął 22. miejsce w klasyfikacji końcowej sezonu.
Brat Manfreda, Joachim również jest kierowcą wyścigowym, odnoszącym sukcesy przede wszystkim w kategoriach samochodów turystycznych. Natomiast syn Manfreda, Markus po występach w niemieckiej Formule 3 oraz DTM, w 2006 roku został kierowcą testowym zespołu Midland.